# Вашиљијано (Терни)
Вашиљијано је насеље у Италији у округу Терни, региону Умбрија.
Према процени из 2011. у насељу је живело 112 становника. Насеље се налази на надморској висини од 230 м.